# Ludność Dębicy

## LudnośćDębicy
- 1931 - 9 276 (spis powszechny)[1]
- 1939 – 11 000
- 1946 – 9 924    (spis powszechny)
- 1950 – 10 658   (spis powszechny)
- 1955 – 12 933
- 1960 – 16 572   (spis powszechny)
- 1961 – 17 300
- 1962 – 17 700
- 1963 – 18 300
- 1964 – 18 800
- 1965 – 19 466
- 1966 – 20 100
- 1967 – 21 000
- 1968 – 21 800
- 1969 – 22 400
- 1970 – 23 050   (spis powszechny)
- 1971 – 23 600
- 1972 – 24 500
- 1973 – 25 000
- 1974 – 25 532
- 1975 – 26 333
- 1976 – 27 700
- 1977 – 30 600
- 1978 – 31 100   (spis powszechny)
- 1979 – 32 400
- 1980 – 33 885
- 1981 – 35 429
- 1982 – 36 309
- 1983 – 37 942
- 1984 – 39 054
- 1985 – 40 202
- 1986 – 41 422
- 1987 – 42 718
- 1988 – 44 055   (spis powszechny)
- 1989 – 45 292
- 1990 – 46 528
- 1991 – 47 774
- 1992 – 48 042
- 1993 – 48 540
- 1994 – 48 564
- 1995 – 48 769
- 1996 – 48 962
- 1997 – 48 978
- 1998 – 49 107
- 1999 – 49 211
- 2000 – 49 112
- 2001 – 49 089
- 2002 – 47 664   (spis powszechny)
- 2003 – 47 403
- 2004 – 47 187
- 2005 – 47 054
- 2006 – 46 854
- 2007 – 46 706
- 2008 – 46 694
- 2009 – 46 737
- 2010 – 47 243
- 2011 – 47 231
- 2012 – 47 180
- 2013 – 46 854
- 2014 – 46 568
- 2015 – 46 389
- 2016 – 46 289
- 2017 – 46 063
- 2018 – 45 817
- 2019 – 45 504
- 2020 – 45 189

## Powierzchnia Dębicy
- 1995 - 33,72 km²
- 2006 - 34,14 km²